# Chetogena micropalpis
Chetogena micropalpis är en tvåvingeart som först beskrevs av Malloch 1930.  Chetogena micropalpis ingår i släktet Chetogena och familjen parasitflugor. Inga underarter finns listade i Catalogue of Life.